# Agastache pringlei
Agastache pringlei är en kransblommig växtart som först beskrevs av John Isaac Briquet, och fick sitt nu gällande namn av Harold LeRoy Lint och Carl Clawson Epling. Agastache pringlei ingår i släktet anisisopar, och familjen kransblommiga växter. Utöver nominatformen finns också underarten A. p. verticillata.